# الکساندر (فیلم ۱۹۹۶)
الکساندر (انگلیسی: Alexander) یک فیلم به کارگردانی کوتاندا رامایاه است که در سال ۱۹۹۶ منتشر شد.